# كيني بيلاي
كيني بيلاي مواليد 26 يناير 1983 في بلجيكا، هو دراج.